# Friedrich Eduard Eichens
Friedrich Eduard Eichens, né le 27 mai 1804 à Berlin et mort le 5 mai 1877 dans la même ville, est un graveur allemand.

## Biographie
Friedrich Eduard Eichens naît le 27 mai 1804 à Berlin.
Il étudie à Berlin, à Paris avec Forster et Richomme, puis à Parme avec Paolo Toschi. Il devient membre de l'académie des beaux-arts de Berlin en 1832.
Friedrich Eduard Eichens meurt le 5 mai 1877 dans sa ville natale.

## Œuvres
Parmi ses gravures figurent le Christ mort sur les genoux de la Vierge d'après Carracci, les Scènes de la délivrance de Jérusalem, la Vision d'Ezéchiel d'après Raphaël, Sainte Marie-Madeleine d'après Domenichino, l' Adoration des Mages d'après Raphaël, et de nombreux portraits.

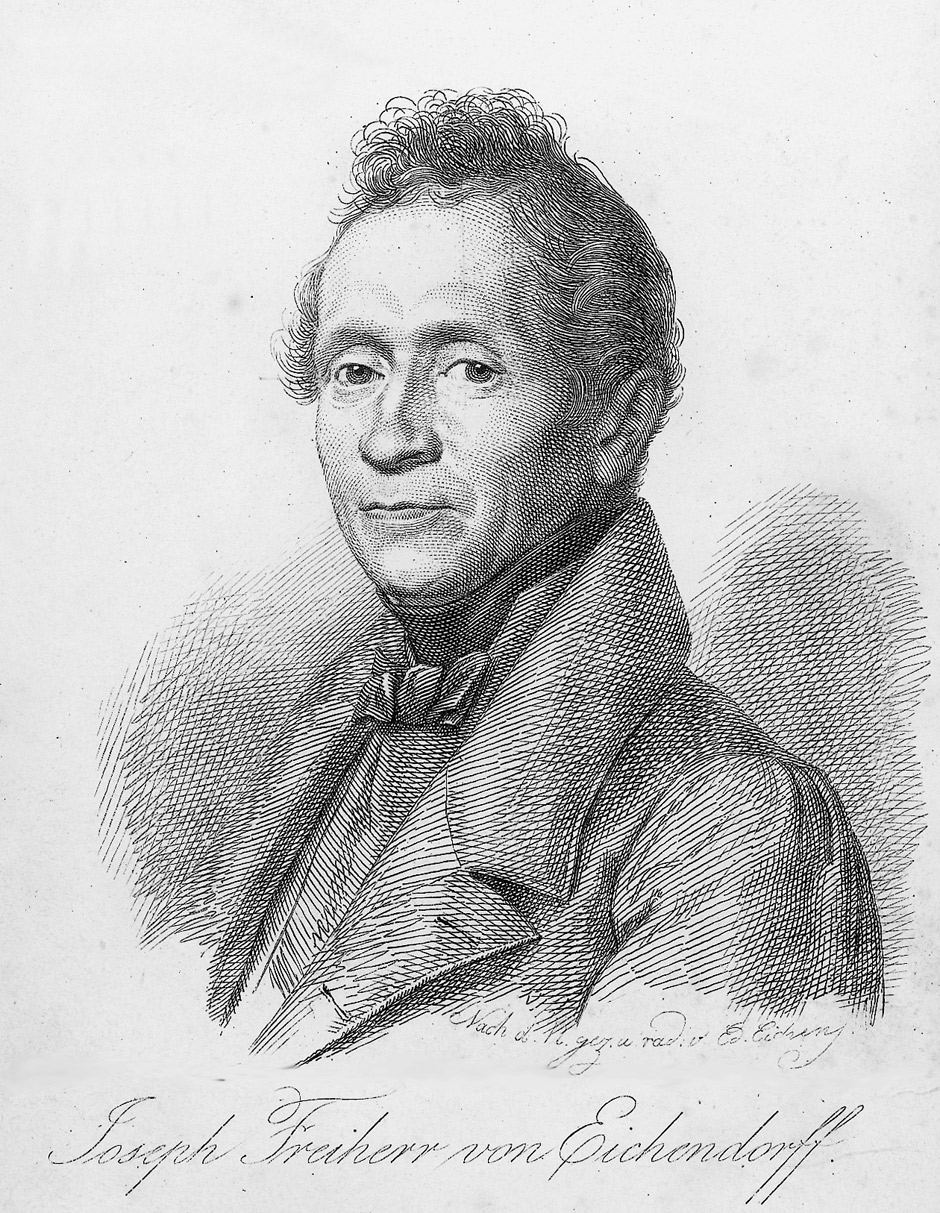
Portrait de Joseph von Eichendorff, gravure (1842).
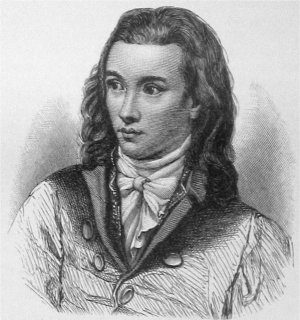
Portrait de Novalis, gravure (n. d.).
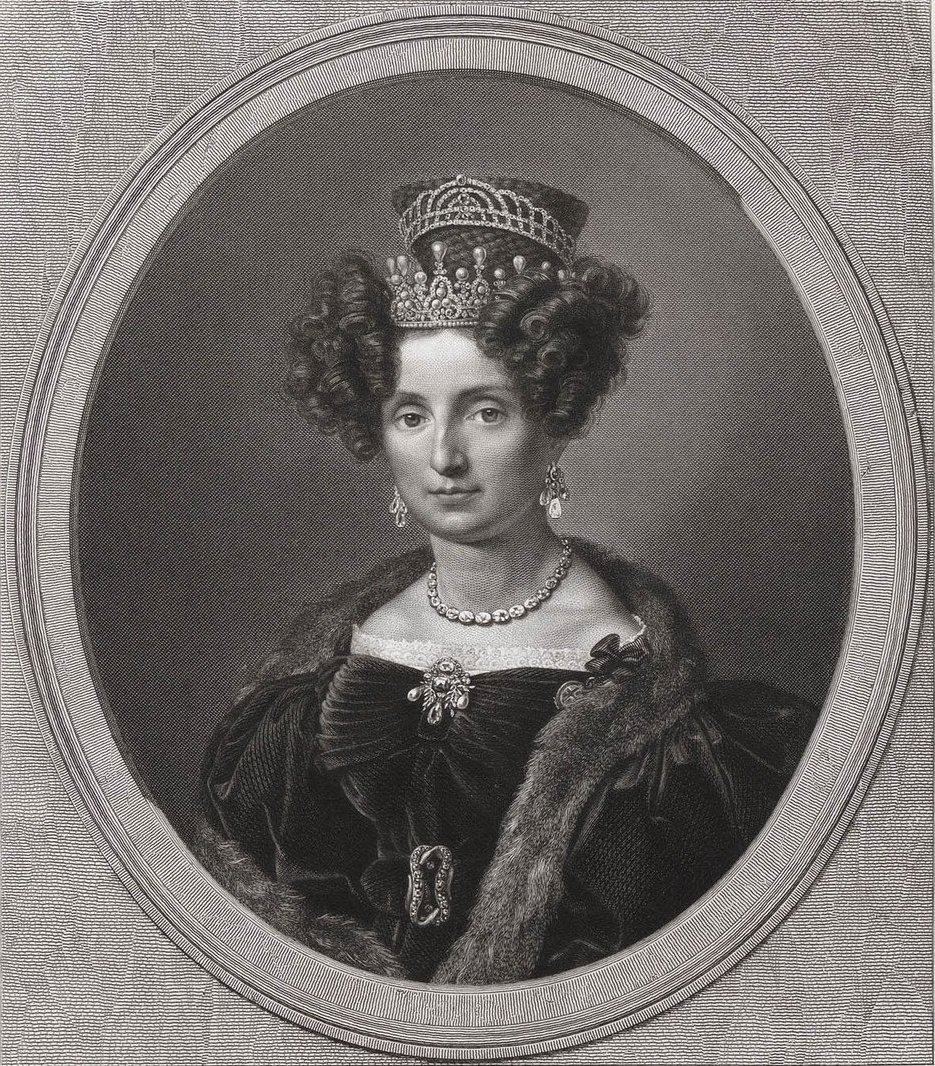
Portrait de Marie de Saxe, gravure (n. d.).